# Franklin, West Virginia
Franklin är administrativ huvudort i Pendleton County i West Virginia i USA. Enligt 2010 års folkräkning hade Franklin 721 invånare. Ortnamnet hedrar grundaren Francis "Frank" Evick. Det ursprungliga ortnamnet var Frankford men namnet ändrades till Franklin för att undvika förväxling med en annan ort.